# Rhodobacterales
Die Rhodobacterales bilden eine Ordnung innerhalb der Alphaproteobacteria.

Sie bestehen aus den Familien der Neomegalonemataceae, Roseobacteraceae und Paracoccaceae (Stand Februar 2025).  Früher wurden die Familien Rhodobacteraceae und Hyphomonadaceae der Ordnung hinzugeordnet.
Viele Arten besitzen die Fähigkeit zur Photosynthese und zählen zu den Nichtschwefelpurpurbakterien.

## Merkmale und Ökologie
Es handelt sich um meist stäbchenförmige Bakterien, aber auch eiförmige oder kokkenförmige Bakterien (wie Amaricoccus) sind in dieser Ordnung enthalten. Auch knospende Bakterien sind vorhanden. Bei dieser speziellen Art der Zellteilung findet keine binäre Spaltung statt, stattdessen wächst eine Tochterzelle aus, die einige Zeit mit der Mutterzelle verbunden bleibt. Das Wachstum der Tochterzelle ist polar und nicht, wie es bei der binären Zellteilung der Fall ist, gleichmäßig über den Zellkörper verteilt. Beispiele für knospende Bakterien sind Arten von Gemmobacter.
Einige Arten sind durch Geißeln motil, andere sind unbegeißelt. Einige sind strikt aerob, benötigen also Sauerstoff, andere sind fakultativ anaerob und zeigen auch in sauerstofffreien Umgebungen Wachstum. Zu letzteren zählen vor allem die phototrophen Arten, wie z. B. Arten von Rhodobacter.
Arten der Paracoccaceae sind auch im Süßwasser zu finden. Weitere Habitate sind Boden (z. B. Paracoccus) und Abwasser (Amaricoccus). Mitglieder der früher zu dieser Ordnung zählende Familie Hyphomonadaceae kommen im Meerwasser vor.

## Stoffwechsel
In der Ordnung der sind phototrophe, aber auch chemoorganotrophe Arten vorhanden. Einige fakultative anaerobe sind zur Fermentation fähig. Auch Nitratatmer (Denitrifizierer) sind in der Familie vorhanden, wie z. B. Paracoccus denitrificans. Diese Bakterien gewinnen Energie durch die Umwandlung des im Nitrat (NO3−) gebundenen Stickstoffs zu freiem, molekularem Stickstoff (N2).
Viele Arten der Rhodobacterales zählen zu den Nichtschwefelpurpurbakterien. Sie sind photoheterotroph. Bei der Photohetertrophie dient Licht als Energie- und organische Stoffe als Kohlenstoffquelle. Die Photosynthese ist anoxygen, Sauerstoff wird hierbei nicht freigesetzt. Einige nutzen innerhalb der Photosynthese bestimmte Schwefelverbindungen, wie Sulfid (S2−) oder Thiosulfat (S2O32−) als Elektronendonatoren. Dieses Merkmal ist, anders als der Name vermuten lässt, unter den Nichtschwefelpurpurbakterien nicht selten. Sie können allerdings nur geringe Mengen von Schwefel nutzen, größere Mengen wirken bei ihnen toxisch. Beispiele innerhalb der Ordnung sind verschiedene Arten von Rhodobacter und Rhodovulum. Einige Arten können, wie auch andere Nichtschwefelpurpurbakterien, photoautotroph wachsen, dann wird Kohlenstoff durch die Fixierung des anorganischen CO2 gewonnen.
Einige Rhodobacter-Arten, wie R. capsulatus, können auch aerob im Dunkeln mit molekularem Wasserstoff als Elektronendonor wachsen. Wasserstoff wird hierbei gespalten und letztendlich mit Sauerstoff als Akzeptator zu Wasser umgewandelt (man spricht hierbei auch von der Knallgasreaktion).
Alle phototrophen Arten enthalten das Bacteriochlorophyll a.

## Systematik
Zu der Ordnung Rhodobacterales wurden zuvor 2 Familien gestellt: Die Rhodobacteraceae und die Hyphomonadaceae.
Im Jahr 2022 wurde die Familie Rhodobacteraceae aufgrund genetischer Untersuchungen aufgelöst. Die Mitglieder wurden aufgrund taxonomischen Untersuchungen, wie z. B. Vergleiche der Ribosomalen RNA auf die neuen Familien Roseobacteraceae, Stappiaceae, Ahrensiaceae und die Paracoccaceae verteilt. Die für die ursprüngliche Familie namensgebende Gattung Rhodobacter wurde zu den Paracoccaceae gestellt.
Eine Auswahl der Familien und einigen Arten:
- Neomegalonemataceae
  - Neomegalonema, mit nur einer Art N. perideroedes (Stand 6. Februar 2025)

- Roseobacteraceae
  - Actibacterium Lucena et al. 2012
  - Agaricicola Chu et al. 2010
  - Amylibacter Teramoto and Nishijima 2014
  - Cribrihabitans Chen et al. 2014
  - Epibacterium Penesyan et al. 2013
  - Gaetbulicola Yoon et al. 2010
  - Hasllibacter Kim et al. 2012
  - Jannaschia Wagner-Döbler et al. 2003
  - Marimonas Thongphrom et al. 2017
  - Nautella et al. 2009
  - Neptunicoccus Zhang et al. 2018
  - Oceanicola Cho and Giovannoni 2004
  - Octadecabacter Gosink et al. 1998
  - Phaeobacter Martens et al. 2006
  - Roseibacterium Suzuki et al. 2006
  - Roseobacter Shiba 1991
  - Roseovarius Labrenz et al. 1999
  - Sagittula Gonzalez et al. 1997
  - Youngimonas Hameed et al. 2014

- Paracoccaceae
  - Abyssibius Wei et al. 2023
  - Acidimangrovimonas Ren et al. 2019
  - Algicella Nedashkovskaya et al. 2023
  - Alkalilacustris Zhang et al. 2019
  - Amaricoccus Maszenan et al. 1997
  - Anianibacter Azpiazu-Muniozguren et al. 2023
  - Defluviimonas Foesel et al. 2013
  - Falsigemmobacter Li et al. 2023
  - Frigidibacter Li and Zhou 2015
  - Fuscibacter Chhetri et al. 2023
  - Gemmobacter Rothe et al. 1988
  - Methylarcula Doronina et al. 2000
  - Neotabrizicola Muramatsu et al. 2022
  - Oceanicella Albuquerque et al. 2012
  - Ostreiculturibacter Huang et al. 2024
  - Paracoccus Davis 1969 (Approved Lists 1980)
  - Pseudogemmobacter Suman et al. 2019
  - Rhodobacter Imhoff et al. 1984
  - Roseinatronobacter Sorokin et al. 2000
  - Thioclava Sorokin et al. 2005
  - Xinfangfangia Hu et al. 2018